# Emily Osment
Emily Jordan Osment (sinh ngày 10 tháng 3 năm 1992) là một diễn viên, ca sĩ, nhạc sĩ trẻ người Mỹ. Sau khi đóng một số phim truyền hình, Osment trở nên nổi tiếng với vai Gerti Giggles trong Spy Kids 2: Island of Lost Dreams và Spy Kids 3-D: Game Over. Osment tiếp tục đóng vai Lilly Truscott trong bộ phim sitcom của Disney Channel Hannah Montana cũng như trong phiên bản điện ảnh, Hannah Montana: The Movie. Cô còn đóng vai Cassie trong bộ phim chuyển thể từ tiểu thuyết của R. L. Stine The Haunting Hour Volume One: Don't Think About It và gần đây nhất là vai Melissa Morris trong bộ phim Dadnapped của Disney Channel.
Osment còn hoạt động trong lĩnh vực âm nhạc và cô đã thu âm được một số bản nhạc pop hits như I Don't Think About It, If I Didn't Have You cùng với bạn diễn Mitchel Musso trong Hannah Montana, và gần đây nhất là bài "Once Upon a Dream."
Hiện tại, cô chuẩn bị ra album mới trong đó có một số bài hát do chính Emily sáng tác, dự kiến sẽ phát hành vào tháng 8 năm 2010, tại Wind-up Records  nơi cô đã ký hợp đồng thu âm. Emily còn cộng tác với Tom Higgenson của ban nhạc Plain White T's, Toby Gad, Mandi Perkins và Max Collins, Tony Fagenson của ban nhạc Eve 6 . Đĩa đơn đầu tiên trong album, "Let's Be Friends," được phát hành vào ngày 7 tháng 6 năm 2010.

## Thời thơ ấu
Emily Osment sinh ra tại Los Angeles, nơi gia đình cô hiện tại đang sinh sống. Bố cô là diễn viên Michael Eugene Osment, và mẹ cô là Theresa Osment, một giáo viên dạy tiếng Anh. Bố cô là diễn viên đóng nhiều thể loại phim khác nhau và cùng đóng chung với Emily trong bộ phim Soccer Mom, và anh trai cô là diễn viên Haley Joel Osment, từng được đề cử giải Oscar. Osment lớn lên tại Roman Catholic.

## Sự nghiệp diễn xuất

### Sự nghiệp thuở nhỏ
Cô được góp mặt vào ngành công nghiệp giải trí vào năm 1998, khi cô tham gia quảng cáo cho công ty chuyển phát hoa FTD. Cô góp mặt vào nhiều bộ phim, sau khi tham gia vào bộ phim The Secret Life of Girls, với các ngôi sao Eugene Levy và Linda Hamilton. Cũng năm đó, cô cùng diễn xuất với Glenn Close trong bộ phim truyền hình của hãng Hallmark Classic Sarah, Plain and Tall: Winter's End, với vai này cô được đề cử giải thưởng Young Artist Award. Từ đó, cô đã đóng một số lượng lớn các vai như xuất hiện trong các chương trình truyền hình Touched by an Angel, Friends, và 3rd Rock from the Sun.

### 2002-2006
Năm 2002, Osment vào vai Gerti Giggles trong Spy Kids 2: Island of Lost Dreams thu hút 119 triệu người xem và vì thế cô đã giành được giải "Young Artist Award" cho lối diễn xuất tốt nhất. Năm 2003, cô quay trở lại trong phần 3 và phần cuối cùng của Spy Kids, Spy Kids 3-D: Game Over, thu hút 197 triệu lượt xem trên toàn thế giới.
Vào năm 2006, Osment nhận được vai Lilly Truscott trong series phim sitcom Hannah Montana của Disney Channel. Bộ phim đã lập một kỷ lục mới cho Disney Channel với 5.4 lượt người xem, theo lời tổng giám đốc hãng Disney. Bộ phim mang lại cho Emily sự đề cử giải Young Artist Award năm 2007 cho trình diễn hay nhất trong series phim truyền hình. Osment also appeared in the Disney Channel Hannah Montana promotion "Hannah Montana's Backstage Secrets," in which she portrays Lola in a fictional interview set in the show's canon. Bên cạnh đó, Osment còn thiết kế một số trang phục trong bộ sưu tập Hannah Montana được Disney ra mắt vào mùa hè năm 2006.

### 2007–nay
Osment lồng tiếng phụ trong Disney movie Lilo & Stitch 2: Stitch Has a Glitch và Edward Fubbwupper Fibbed Big. Cô còn tham gia vào bộ phim The Haunting Hour Volume One: Don't Think About It (đóng cùng với bạn diễn trong Hannah Montana Cody Linley). Bộ phim đã giúp cô được đề cử giải Young Artist Award năm 2008 cho Trình diễn hay nhất trong series phim truyền hình. Năm 2007, Osment là khách mời trong Shorty McShorts' Shorts của Disney Channel
Theo bài phỏng vấn Emily tại hậu trường lễ trao giải Grammys, cô đang thực hiện một bộ phim mới có tên Soccer Mom. Vào tháng 4 năm 2008, tạp chí Parade và Forbes đã xếp hạng cô vào thứ nhất trong danh sách Những ngôi sao hấp dẫn nhất. Osment đóng vai Melissa Morris trong phim Dadnapped. Phim được trình chiếu vào tháng 2 năm 2009.

## Sự nghiệp ca hát

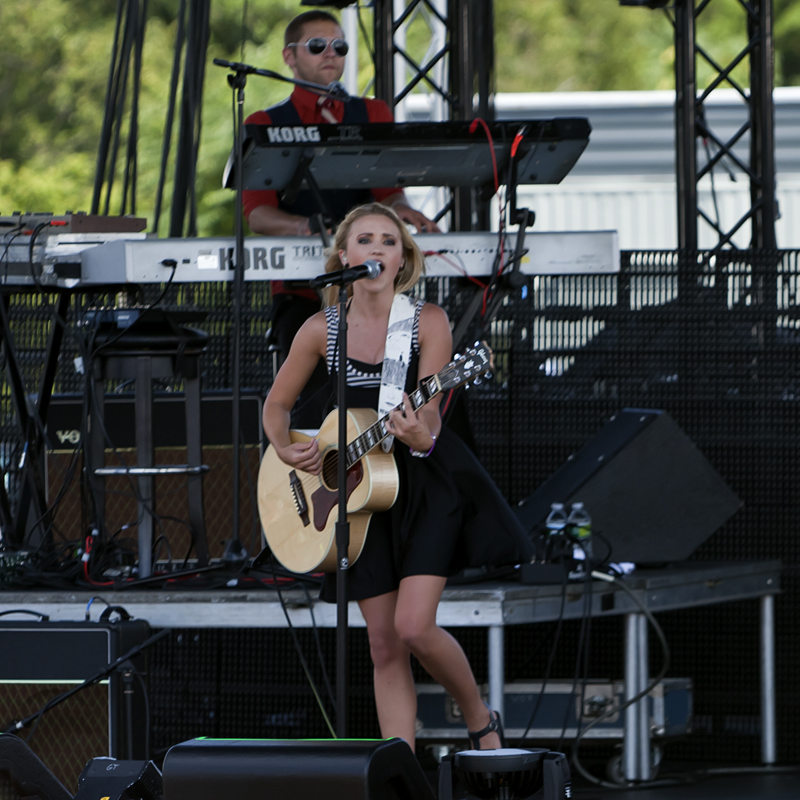
Osment biểu diễn vào tháng 7 năm 2010

Emily Osment đã hát bài "You've Got a Friend" trong album năm 2007 của Billy Ray Cyrus Home at Last. Osment còn thu âm bài hát có tên "I Don't Think About It" cho bộ phim The Haunting Hour Volume One. Video của bài hát này được phát hành trong DVD The Haunting Hour và được trình chiếu trên kênh Cartoon Network.
Osment còn thu âm bài hát "If I Didn't Have You" với Mitchel Musso cho CD DisneyMania 6. Bài hát được sản xuất bởi Bryan Todd. Họ còn thực hiện video cho bài hát này. Thêm vào đó, Osment còn thu âm và cho ra một bài hát vào năm 2008, với "The Disney Channel Circle Of Stars." Osment thu âm phiên bản làm lại của bài hát Once Upon a Dream cho DVD Sleeping Beauty 50th Platinum Edition. Bài hát này được chiếu trên Disney Channel vào ngày 12 tháng 9 năm 2008. Osment còn thu âm "Hero in Me" cho bộ phim "Dadnapped."

## Sự nghiệp phim ảnh
| Phim        | Phim                                               | Phim                           | Phim                                          |
| Năm         | Phim                                               | Vai                            | Ghi chú                                       |
| ----------- | -------------------------------------------------- | ------------------------------ | --------------------------------------------- |
| 2009        | Hannah Montana: The Movie                          | Lilly Truscott                 | Vai chính                                     |
| 2009        | Soccer Mom                                         | Becca                          | Vai chính                                     |
| 2009        | Dadnapped                                          | Melissa Morris                 | Vai chính phim truyền hình                    |
| 2007        | The Haunting Hour Volume One: Don't Think About It | Cassie Keller                  | Vai chính phim truyền hình                    |
| 2006        | Holidaze: The Christmas That Almost Didn't Happen  | Trick (lồng tiếng)             |                                               |
| 2005        | Lilo & Stitch 2: Stitch Has a Glitch               | Lồng tiếng phụ                 | Phim                                          |
| 2003        | Spy Kids 3-D: Game Over                            | Gerti Giggles                  | Phim                                          |
| 2002        | Spy Kids 2: Island of Lost Dreams                  | Gerti Giggles                  | Phim                                          |
| 2000        | Edward Fubbwupper Fibbed Big                       | Voice                          | Phim                                          |
| 1999        | Sarah, Plain and Tall: Winter's End                | Cassie Witting                 | Phim                                          |
| 1999        | The Secret Life of Girls                           | Miranda Aiken                  | Phim                                          |
| Truyền hình |                                                    |                                |                                               |
| Năm         | Phim                                               | Vai                            | Ghi chú                                       |
| 2006-nay    | Hannah Montana                                     | Lilly Truscott/Lola Luftnangle | Vai chính/Bắt đầu từ ngày 21 tháng 3 năm 2006 |
| Khách mời   |                                                    |                                |                                               |
| Năm         | Phim                                               | Vai                            | Ghi chú                                       |
| 2010        | Kick Buttowski: Suburban Daredevil                 | Kendall                        | Khách mời trong tập "Snowpolcalypse!"         |
| 2009        | The Suite Life On Deck                             | Lola Luftnagle                 | Tập "Double-Crossed"                          |
| 2006        | SoapTalk                                           | Chính cô ấy                    | Khách mời                                     |
| 2001        | Friends                                            | Lelani Mayolanofavich          | The One with the Halloween Party              |
| 2000        | Touched by an Angel                                | Alyssa                         | With God as My Witness                        |
| 1999        | 3rd Rock from the Sun                              | Dahlia                         | Dick, Who's Coming to Dinner                  |
| 1999        | Cast and Crew                                      | Chính cô ấy                    | Archive Footage                               |

## Đĩa hát

### Studio albums
| Năm  | Chi tiết albums                                      |
| ---- | ---------------------------------------------------- |
| 2010 | TBA - Released: Summer 2010 - Label: Wind-up Records |

### Extended plays
| Năm  | Chi tiết albums                                                                |
| ---- | ------------------------------------------------------------------------------ |
| 2009 | All the Right Wrongs - Released: 27 tháng 10 năm 2009 - Label: Wind-up Records |

### Đĩa đơn
| 2009                                                    | "All the Way Up"                            | —   | 76 | All the Right Wrongs       |
| 2010                                                    | "You Are the Only One"                      | —   | —  | All the Right Wrongs       |
| 2010                                                    | "Let's Be Friends"                          | —   | —  | TBA                        |
| Promotional singles                                     |                                             |     |    |                            |
| 2007                                                    | "I Don't Think About It"                    | —   | —  | Radio Disney Jams, Vol. 10 |
| 2008                                                    | "If I Didn't Have You" (with Mitchel Musso) | 110 | —  | DisneyMania 6              |
| 2009                                                    | "Run Rudolph, Run"                          | —   | —  | Non-album single           |
| " — " denotes the album failed to chart or not released |                                             |     |    |                            |

## Video ca nhạc
| Năm  | Tên                                         | Album                                              |
| ---- | ------------------------------------------- | -------------------------------------------------- |
| 2007 | "I Don't Think About It"                    | The Haunting Hour Volume One: Don't Think About It |
| 2008 | "If I Didn't Have You" (with Mitchel Musso) | DisneyMania 6                                      |
| 2008 | "Once Upon a Dream"                         | Princess DisneyMania                               |
| 2009 | "Hero In Me"                                | Disney Channel Playlist                            |
| 2009 | "All the Way Up"                            | All the Right Wrongs                               |
| 2009 | "Midnight Romeo"                            | Midnight Romeo                                     |
| 2010 | "You Are the Only One"                      | All the Right Wrongs                               |

## Giải thưởng
| Năm  | Kết quả | Giải thưởng        | Hạng mục                                                                    | Đề cử                                   |
| ---- | ------- | ------------------ | --------------------------------------------------------------------------- | --------------------------------------- |
| 1999 | Đề cử   | Young Artist Award | Best Performance in a TV Movie or Pilot - Young Actress Age Ten or Under    | Sarah, Plain and Tall: Winter's End     |
| 2003 | Đề cử   | Young Artist Award | Best performance in a feature phim - Young Actress Age Ten or Under         | Spy Kids 2: Island of Lost Dreams       |
| 2003 | Đề cử   | Young Artist Award | Best Youth Ensemble in a feature phim                                       | Spy Kids 2: Island of Lost Dreams       |
| 2008 | Đề cử   | Young Artist Award | Best Youth Ensemble in a TV Series                                          | Hannah Montana                          |
| 2008 | Đề cử   | Young Artist Award | Best Performance in a TV Movie, Miniseries or Special Leading Young Actress | The Haunting Hour: Don't Think About It |
| 2009 | Đề cử   | Teen Choice Awards | Choice Movie Fresh Face Female                                              | Hannah Montana: The Movie               |